# Келлах мак Маеле Коба
Келлах мак Маеле Коба — (ірл. — Cellach mac Máele Coba) — верховний король Ірландії. Час правління: 640—656 роки. Помер, імовірно, у 658 році.

## Походження
Належав до гілки Кенел Конайлл (ірл. — Cenél Conaill) північних О'Нілів (О'Нейлів) (ірл. — Uí Néill). Син верховного короля Ірландії Маел Коба мак Аедо (ірл. — Máel Coba mac Áedo), що помер у 615 році.

## Правління

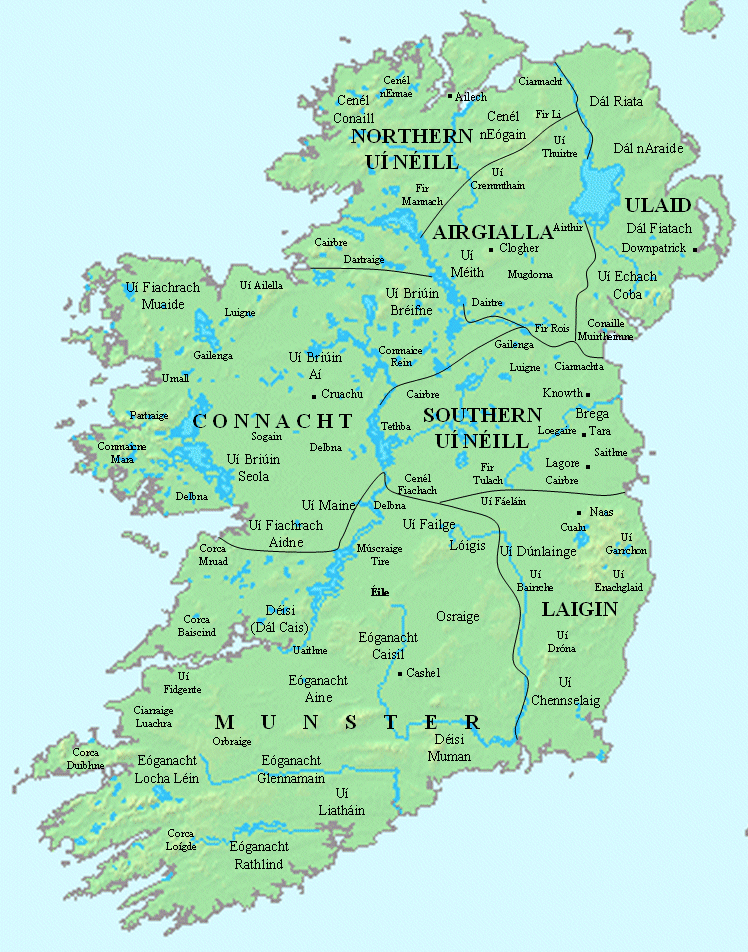
Народи і королівства в Ірландії в добу раннього середньовіччя.

Співправитель свого брата — Коналла Коела мак Маеле Коба (ірл. — Conall Cóel mac Máele Coba). Прийшов до влади після смерті свого дядька — Домналла мак Аедо (ірл. — Domnall mac Áedo), що відбулась у 640 або у 642 році. «Хроніки Ольстера» датують цю подію 643 роком. У цих же хроніках висловлюються сумніви, хто був верховним королем Ірландії після Домналла мак Аедо. Загалом серед істоків панують сумніви, хто рбув реальним верховним королом в той час: Келлах мак Маеле Коба, чи Коналл Каел мак Маеле Коба, чи Діармайт мак Аедо Слане, чи Блатмак мак Аедо Слане. Всі четверо були союзниками Домналла у битві на рівнині Маг Рох (ірл. — Mag Roth) у 637 році, де прибічники роду Конгал Каех (ірл. — Congal Cáech) зазнали поразки і влада північних О'Нейлів відновилася. Сумнівно, що всі четверо були при владі після смерті Домналла. Слід зазначити, що і Келлах і Коналл не вказуються у списках верховних королів Ірландії, що були складені в кінці VII століття. У будь-якому випадку влада Келлах мак Маеле Коба була нестійкою — виклив йому кинув його двоюрідний брат Енгус мак Домнайл (ірл. — Óengus mac Domnaill). Але він був переможений і вбитий у битві під Дун Дремхайнн (ірл. — Dún Cremthainn) у 650 році.

## Поразка і смерть
Коналл Коел був вбитий Діармайтом (ірл. — Diarmait) у 654 році. Келлах мак Маеле Коба помер у 658 році, можливо, у Бру-на-Бойн. Не виключено, що Келлах мак Маеле Коба був захоплений Діармайтом в полон і помер у в'язниці.

## Нащадки
Келлах мак Маеле Коба мав дочку Кахт інген Келлайг (ірл. — Cacht ingen Cellaig) — Кахт дочка Келлаха. Вона вийшла заміж за Маела Дуйна мак Маеле Фіхріха (ірл. — Máel Dúin mac Máele Fithrich) — короля невеликого королівства Айлех (ірл. — Ailech).